# Ray Gillen
Ray Gillen (12 de mayo de 1959-1 de diciembre de 1993) fue un cantante estadounidense, reconocido por su trabajo en bandas como Black Sabbath, Badlands, Sun Red Sun y Phenomena.
Ray nació en Nueva York y creció en Cliffside Park, Nueva Jersey. Comenzó a cantar de niño, inspirado por Bad Company, Deep Purple y Led Zeppelin.
Los primeros grupos en los que sirvió fueron "Vendetta" y "Harlette". En 1985 se incorporó a Terrified, grupo del baterista Bobby Rondinelli, militando durante un año, grabando un disco que, sin embargo, fue editado en 1996.
En 1986, Tony Iommi lo llamó para reemplazar a Glenn Hughes en Black Sabbath, ya que tenía serios problemas con sus cuerdas vocales luego de un golpe que le dio el gerente del grupo. Gillen completó la gira Seventh Star, inicialmente realizada por Sabbath con Hughes. Gillen se quedó con el grupo para su próximo disco, The Eternal Idol.
Poco antes de su lanzamiento, Ray y el baterista Eric Singer fueron despedidos debido a problemas económicos de la dirección de Black Sabbath, dejando la grabación incompleta. Esta brecha se remediará con su reemplazo Tony Martin, quien volvió a grabar las voces en el disco. Sin embargo, se pueden encontrar bootlegs del álbum con Gillen en la voz.
Posteriormente, con Singer y guitarrista Jake E. Lee (excolaborador de Ozzy Osbourne) formó Badlands, banda con la que editó tres discos de estudio y que abandonó en 1992, debido a discusiones con Lee. Un año después, el cantante ingresó en un hospital de Nueva York donde le diagnosticaron SIDA, que lo mató el 3 de diciembre de 1993.

## Biografía

### Inicios
Raymond Arthur "Ray" Gillen nació en Nueva York el 12 de mayo del año 1959. Empezó a interesarse por la música cuando era apenas un niño e inicia su carrera dentro de la música con bandas como Quest, F-66 (Con influencia del Punk Rock), Savage, Vendeta y Harlette y en el año 1984, se une a la banda Rondinelli (de Bobby Rondinelli) y graba el álbum Wardance, que fue sacado al mercado en 1985.

### Black Sabbath
En 1986, Black Sabbath comenzó la gira del álbum Seventh Star cuando, tras sólo unos pocos conciertos, el cantante Glenn Hughes se metió en una pelea a puñetazos y perdió la voz debido a las lesiones relacionadas con la sinusitis y la garganta. A Gillen se le ofreció el trabajo para sustituir a Hughes, lo que supuso dejar a Rondinelli para aceptar la oferta. Tras finalizar la gira Seventh Star, Black Sabbath grabó su siguiente álbum The Eternal Idol con Gillen. Sin embargo, debido a una mezcla de carga financiera, dificultad para escribir (Bob Daisley fue reclutado para escribir ya que Gillen resultó no ser un gran compositor), mala gestión y mala comunicación que plagó la banda, Gillen y el baterista de Black Sabbath Eric Singer renunciaron antes de que el álbum fuera lanzado. Gillen fue finalmente sustituido por Tony Martin, y la pista vocal de The Eternal Idol fue regrabada apresuradamente nota por nota con Martin antes de que el álbum fuera finalmente lanzado en 1987. Sin embargo, existen versiones demo de The Eternal Idol con Gillen en el circuito de bootleg y en la reedición de lujo de Eternal Idol de 2010. Además, en una entrevista Martin reveló que la risa siniestra que se escucha en el tema Nightmare es en realidad la voz de Gillen. El álbum se reeditó el 1 de noviembre de 2010 en Europa en un set ampliado de 2 discos que incluía un disco extra con la grabación de Gillen.
Durante la gira de Seventh Star, el director del proyecto y coproductor Wilfried F. Rimensberger le pidió a Gillen que se uniera al grupo de Mel Galley Phenomena para la grabación del álbum Dream Runner, que cuenta con las voces de Glenn Hughes, John Wetton y Max Bacon. Grabó 4 temas. Gillen también aparece en el vídeo musical de Phenomena Did it all for Love, aunque no participó en la grabación de esa canción.
Después de las grabaciones de Phenomena, Gillen se unió a John Sykes (anteriormente con Whitesnake, Thin Lizzy y una banda diferente llamada Badlands) con la intención de formar una nueva banda (Blue Murder). Gillen cantó demos pero se separó cuando Sykes decidió encargarse él mismo de las voces.
Gillen entonces contactó con Jake E. Lee (ex guitarrista de Ozzy Osbourne) para formar una banda. En 1988 Gillen empezó a formar Badlands con Jake E. Lee y reclutó a su amigo Eric Singer con quien había tocado en Black Sabbath. Gillen grabó tres álbumes (Badlands, Voodoo Highway, y Dusk) con Badlands y estuvo de gira desde 1989 hasta 1992.
Tras su separación de Badlands, Gillen se quedó en Los Ángeles y se involucró en dos proyectos. Unió fuerzas con el batería Randy Castillo y los miembros de la banda de Iggy Pop Whitey Kirst y Craig Pike bajo el nombre de Cockfight. También se unió a la banda Terriff, liderada por el guitarrista Joe Holmes, recién salido de su etapa con David Lee Roth en la gira A Little Ain't Enough. Gillen ensayó con el grupo durante varios meses antes de volver a su Nueva York natal. También fue a formar la banda Sun Red Sun con viejos amigos.

### Otros proyectos
Luego de su participación efímera con Black Sabbath se involucra en varios proyectos entre ellos la agrupación  Phenomena, con el que graba el disco Dream Runner. Participa en una canción de Savatage, llamada "Strange Wings", del disco Hall of the Mountain King, y graba un demo con una agrupación llamada Blue Murder. Más tarde contacta a Jake E. Lee, que había sido el guitarrista de Ozzy Osbourne y forman la banda Badlands, junto a Eric Singer, su antiguo compañero en Black Sabbath. Con esta agrupación grabó tres discos.

## Fallecimiento
En 1993, Wilfried F. Rimensberger planeaba una nueva edición de su primer Metal Hammer Loreley Festival, pero esta vez específicamente para montar la primera actuación en directo de Phenomena, con Gillen a la voz. Iba a ser el evento de lanzamiento de una serie de conciertos por toda Europa en 1994. Gillen llamó desde Nueva York y le dijo a Rimensberger en Múnich que tenía que retirarse porque estaba demasiado enfermo para actuar.
Gillen murió de una enfermedad relacionada con el sida en un hospital de Nueva York el 1 de diciembre de 1993. Los primeros síntomas de la enfermedad aparecieron alrededor de 1990 y, según su compañero de banda en Badlands Jake E. Lee, "entre el primero y el segundo disco, empezó a adelgazar mucho y no parecía tan sano". Lee también afirmó que no había sido consciente del diagnóstico de sida de Gillen hasta una reunión con el entonces mánager de Badlands Paul O'Neill, que iba a contarle a Atlantic Records su enfermedad si lo despedían, y Gillen supuestamente le dijo a Lee: "Bueno, no es verdad, así que se joda. Despídelo". Lee concluyó: "Así que lo despedimos. Y él se lo dijo a Atlantic Records. Y nos jodieron en el segundo disco por eso. Ni siquiera nos dieron dinero para la gira... pero, sí, Paul O'Neill nos jodió con eso".
A Gillen le sobrevivió una hija, Ashley (nacida en julio de 1984). Está enterrado en el Cementerio de Fairview en Fairview, Nueva Jersey.
Fue clasificado en el puesto 100 de los 100 mejores vocalistas de metal de Hit Parader.[cita requerida]

## Discografía

### Con F-66
- Give It A Try (Sencillo) (1980)
- It Doesn't Matter (Sencillo) (1980)

### Con Rondinelli
- Wardance (1985)

### Con Black Sabbath
- The Eternal Idol (The Eternal Idol: Deluxe Edition) (2010)

### Con Phenomena
- Dream Runner (1987)

### Con Savatage
- Strange Wings (Sencillo) (1987)

### Con Blue Murder
- It's Too Late (Demo) (1988)

### Con Badlands
- Badlands (1989)
- Voodoo Highway (1991)
- Dusk (1998)

### Con George Lynch
- Flesh and Blood (Sencillo) (1993)

### Con Atsushi Yokozeki Project
- Heartbreak (Sencillo) (1993)

### Con Raging Slab
- Shiny Mama (1989)

### Con Sun Red Sun
- Sun Red Sun (1995)
- Lost Tracks